# Costa Azul (Rocha)
Costa Azul es una localidad balnearia uruguaya del departamento de Rocha, y forma parte del municipio de La Paloma.

## Ubicación
La localidad se encuentra ubicada en la zona sur del departamento de Rocha, sobre las costas del océano Atlántico, al este de la ciudad de La Paloma y al sur de la ruta 10.

## Historia
El balneario fue elevado a la categoría de pueblo por ley 12253 del 21 de diciembre de 1955.

## Balnearios vecinos
Actualmente Costa Azul se encuentra unido a La Paloma por medio de La Aguada hacia el sur, y hacia el norte está unido con Antoniópolis y, más allá, con Arachania. Pero eso no siempre fue así, a medida que el balneario fue creciendo debido al aumento del turismo, se fue uniendo con sus vecinos hasta formar una cadena continua de balnearios. Es común que se refiera a Costa Azul, La Aguada, Arachania y Antoniópolis como parte de La Paloma, siendo sin embargo localidades balnearias independientes.

## Población
En 2023, el conjunto urbano formado por Costa Azul-La Aguada tenía 1373 habitantes permanentes, lo que representa un incremento promedio anual del 2% respecto a los 1090 habitantes registrados en el censo de 2011.
| Gráfica de evolución demográfica de Costa Azul-La Aguada entre 1975 y 2023 |
|                                                                            |
| Fuente: INE - Instituto Nacional de Estadística, Uruguay.                  |

## Atractivo turístico
Costa Azul se caracteriza por su entorno natural, donde se mezcla playa y campo. A su vez cuenta con una adecuada infraestructura (hoteles, restaurantes, comercios, servicios de salud, entre otros). Debido a su cercanía a la ciudad de La Paloma, se ve favorecida en cuanto al acceso a diferentes servicios.
El principal atractivo de Costa Azul es su playa de finas y blancas arenas, amplia y con buen oleaje que permite la práctica de deportes. En ella se destaca el médano de La Virgen, desde donde se pueden observar las ballenas durante la primavera. 
Por su proximidad al balneario La Paloma permite a los más jóvenes una variada atracción nocturna en boliches y pubs.